# Luis Belloso
Luis Alberto Belloso (Zárate, Provincia de Buenos Aires; 26 de enero de 1960) es un preparador y expiloto argentino de automovilismo. Desarrolló su carrera deportiva dentro de las categorías Fórmula Renault Argentina, TC 2000 y Turismo Carretera, donde se caracterizó por ser piloto mayoritariamente de las marcas Renault y Ford, respectivamente. A pesar de tener un extenso currículum deportivo, solamente tuvo un campeonato como piloto, al ganar en el año 1988 el campeonato de la Fórmula Renault Argentina. Debutó en el TC 2000 en el año 1989 y obtuvo su primera victoria en 1993, siempre al comando de unidades Renault Fuego y alcanzó el subcampeonato de esta categoría en ese mismo 1993, por detrás de Juan María Traverso. Durante su paso por el TC 2000, desarrolló 209 competencias y obtuvo la victoria en 6 oportunidades. Asimismo, tuvo incursiones a nivel internacional, al participar con una unidad Berta-Renault en la Fórmula 3 Sudamericana.
Se retiró como competidor en el año 2005, para dar paso a su actividad como preparador deportivo. Durante su etapa como preparador, fue muy requerido dentro del ambiente del Turismo Nacional, donde además de comandar su propio equipo, se encargaba de la atención de otros equipos interesados en sus servicios. Bajo su preparación, los pilotos Marcelo Bugliotti en 2009 y Fabián Yannantuoni en 2011 se consagraron campeones de la Clase 3 del Turismo Nacional, siendo estos los primeros títulos de Belloso como preparador.

## Resumen de carrera
| Temporada | Categoría                             | Equipo                                    | Carreras | Victorias | Poles | VR | Podios | Puntos | Pos. |
| --------- | ------------------------------------- | ----------------------------------------- | -------- | --------- | ----- | -- | ------ | ------ | ---- |
| 1986      | Fórmula Renault Argentina             | s/d                                       | 5        | 0         | 0     | 0  | 0      | 13     | 19.º |
| 1987      | Fórmula Renault Argentina             | s/d                                       | 12       | 0         | 2     | 0  | 3      | 66     | 4.º  |
| 1988      | Fórmula Renault Argentina             | s/d                                       | 12       | 4         | 1     | 1  | 8      | 149    | 1.º  |
| 1988      | Fórmula 3 Sudamericana                | Berta Sport                               | 2        | 0         | 0     | 0  | 0      | -      | NC   |
| 1989      | Fórmula Renault Argentina             | s/d                                       | 1        | 0         | 1     | 0  | 1      | 12     | 19.º |
| 1989      | Fórmula 3 Sudamericana                | Córdoba Racing Team                       | 3        | 0         | 0     | 0  | 1      | 6      | 19.º |
| 1989      | Turismo Competición 2000              | s/d                                       | 11       | 0         | 0     | 0  | 0      | 9      | 20.º |
| 1990      | Fórmula 3 Sudamericana                | Córdoba Racing Team                       | 3        | 0         | 0     | 0  | 0      | 2      | 19.º |
| 1990      | Turismo Competición 2000              | Belloso Competición                       | 9        | 0         | 0     | 0  | 0      | 9      | 17.º |
| 1991      | Turismo Competición 2000              | Belloso Competición                       | 14       | 0         | 0     | 0  | 2      | 45     | 11.º |
| 1992      | Turismo Competición 2000              | Belloso Competición                       | 14       | 0         | 3     | 1  | 4      | 89     | 5.º  |
| 1993      | Turismo Competición 2000              | Berta Motorsport                          | 14       | 2         | 2     | 0  | 7      | 139    | 2.º  |
| 1994      | Turismo Competición 2000              | Berta Motorsport                          | 11       | 3         | 2     | 1  | 4      | 86     | 5.º  |
| 1995      | Turismo Competición 2000              | Berta Renault Sport                       | 5        | 0         | 0     | 0  | 0      | 27     | 12.º |
| 1996      | Turismo Competición 2000              | Belloso Competición                       | 12       | 0         | 0     | 0  | 3      | 80     | 5.º  |
| 1996      | Turismo Carretera                     | Peña OlaFord                              | 1        | 0         | 0     | 0  | 0      | 14     | 50.º |
| 1997      | Turismo Competición 2000              | Belloso Competición                       | 28       | 0         | 0     | 0  | 0      | 64     | 10.º |
| 1998      | Turismo Competición 2000              | Belloso Competición                       | 27       | 1         | 2     | 1  | 7      | 214    | 5.º  |
| 1998      | Turismo Carretera                     | DATO Sport                                | 14       | 1         | 1     | 0  | 1      | 103,5  | 14.º |
| 1999      | Turismo Competición 2000              | Belloso Competición                       | 26       | 0         | 0     | 1  | 6      | 155    | 7.º  |
| 1999      | Turismo Carretera                     | s/d                                       | 16       | 0         | 0     | 0  | 1      | 137,5  | 8.º  |
| 2000      | Turismo Competición 2000              | Belloso Competición Honda Team Pro Racing | 2        | 0         | 0     | 0  | 0      | 4      | 23.º |
| 2000      | Turismo Competición 2000 Copa TC 2000 | Belloso Competición                       | 1        | 0         | 0     | 0  | 0      | -      | NC   |
| 2000      | Turismo Carretera                     | s/d                                       | 16       | 0         | 0     | 0  | 1      | 108    | 14.º |
| 2001      | Turismo Competición 2000              | Belloso Competición                       | 4        | 0         | 0     | 0  | 0      | 8      | 22.º |
| 2001      | Turismo Competición 2000 Copa TC 2000 | Belloso Competición                       | 4        | 1         |       |    | 3      | 60     | 6.º  |
| 2001      | Turismo Carretera                     | s/d                                       | 11       | 0         | 0     | 0  | 0      | 27     | 29.º |
| 2002      | Turismo Competición 2000              | Belloso Competición                       | 1        | 0         | 0     | 0  | 0      | -      | -    |
| 2002      | Turismo Carretera                     | s/d                                       | 14       | 0         | 0     | 0  | 0      | 49,5   | 30.º |
| 2003      | Turismo Carretera                     | s/d                                       | 11       | 0         | 0     | 0  | 0      | 10,5   | 52.º |
| 2004      | Turismo Competición 2000              | Belloso Competición                       | 14       | 0         | 0     | 0  | 0      | 31     | 14.º |
| 2005      | Turismo Competición 2000              | Renault Team                              | 14       | 0         | 0     | 0  | 0      | 3      | 25.º |
| 2007      | Turismo Nacional Clase 3              | s/d                                       | 1        | 0         | 0     | 0  | 0      | 8      | 46.º |
| 2013      | Turismo Pista Clase 3                 | s/d                                       | 1        | 0         | 0     | 0  | 0      | -      | -    |
| Fuente:   |                                       |                                           |          |           |       |    |        |        |      |

## Estadísticas y puntos salientes en TC 2000
- 208 carreras corridas (Debut: Mar del Plata 1989. Última: General Roca 2005).
- 6 victorias (5 con Renault Fuego y 1 con Ford Escort).
- 10 pole position.
- 4 récords de vuelta.
- Subcampeón 1993 con Renault Fuego.

## Resultados

### Turismo Competición 2000
| Año  | Equipo                | Auto             | 1     | 2     | 3         | 4     | 5     | 6    | 7     | 8     | 9      | 10     | 11     | 12    | 13    | 14     | 15     | 16     | 17    | 18    | 19     | 20     | 21     | 22     | 23    | 24    | 25    | 26    | 27     | 28     | Res. | Puntos |
| ---- | --------------------- | ---------------- | ----- | ----- | --------- | ----- | ----- | ---- | ----- | ----- | ------ | ------ | ------ | ----- | ----- | ------ | ------ | ------ | ----- | ----- | ------ | ------ | ------ | ------ | ----- | ----- | ----- | ----- | ------ | ------ | ---- | ------ |
| 1997 |                       |                  | RAF I | RAF I | RC I      | RC I  | POS   | POS  | SJU I | SJU I | PAR    | PAR    | GR     | GR    | BB I  | BB I   | SJU II | SJU II | RC II | RC II | NDJ    | NDJ    | MZA    | MZA    | BB II | BB II | TRE   | TRE   | RAF II | RAF II | 10.º | 64     |
| 1997 | Belloso Competición   | Renault 19 II    | Ret   | 9     | 15† (11†) | 8     | Ret   | 9    | 7     | 9     | 5      | 9      | 8      | 7     | 12    | 8      | 10     | 9      | 11    | Ret   | Ret    | Ret    | Ex.    | 12     | 9     | 5     | Ret   | 9     | 6      | 7 (4)  | 10.º | 64     |
| 1998 |                       |                  | AG I  | AG I  | MDP I     | MDP I | RC I  | RC I | SJU I | SJU I | OLA    | OLA    | GR     | GR    | PAR I | PAR I  | BA     | BA     | BB    | BB    | SJU II | SJU II | MDP II | MDP II | RC II | RC II | AG II | AG II | PAR II | PAR II | 5.º  | 214    |
| 1998 | Belloso Competición   | Ford Escort VI   | 5     | 4     | 4         | 4     | Ret   | 6    | 3     | 2     | 4      | Ret    | 6      | 4     | 3     | 3      | 10     | 13     | 3     | 4     | 5      | 1      | 6      | 7      | 8     | NL    | 2     | 4     | 12     | 7      | 5.º  | 214    |
| 1999 |                       |                  | AG I  | AG I  | MDP       | MDP   | POS   | POS  | OLA   | OLA   | RC     | RC     | BA I   | BA I  | BB    | BB     | TRE    | TRE    | AG II | AG II | GR     | GR     | RAF    | RAF    | PAR   | PAR   | SJO   | SJO   | BA II  | BA II  | 7.º  | 155    |
| 1999 | Belloso Competición   | Ford Escort VI   | 3     | 6     | 3         | 8     | 19†   | 10   |       |       | 11     | 5      | 7      | 11    | 5     | 3      | Ret    | 6      | 5     | 7     | Ex.    | 5      | 5      | 3      | 6     | 3     | 9     | 3     | 5      | 8      | 7.º  | 155    |
| 2000 |                       |                  | RC I  | TRE   | AG        | SJU I | PAR I | OBE  | BB    | RAF   | BA I   | SJO    | SJU II | RC II | BA II | PAR II |        |        |       |       |        |        |        |        |       |       |       |       |        |        | 23.º | 4      |
| 2000 | Belloso Competición   | Ford Escort VI   |       |       | Ret       |       |       |      |       |       |        |        |        |       |       |        |        |        |       |       |        |        |        |        |       |       |       |       |        |        | 23.º | 4      |
| 2000 | Honda Team Pro Racing | Honda Civic VI   |       |       |           |       |       |      |       |       |        |        |        |       |       | 7      |        |        |       |       |        |        |        |        |       |       |       |       |        |        | 23.º | 4      |
| 2001 |                       |                  | RAF   | RC    | BB        | SJU I | PAR   | BA I | OBE   | AG I  | SJO    | SJU II | MDA    | RES   | AG II | BA II  |        |        |       |       |        |        |        |        |       |       |       |       |        |        | 22.º | 8      |
| 2001 | Belloso Competición   | Ford Escort VI   |       |       |           |       |       |      |       |       |        |        | 8      | 7     | 10    | 16     |        |        |       |       |        |        |        |        |       |       |       |       |        |        | 22.º | 8      |
| 2002 |                       |                  | GR    | RC    | SJU I     | BB    | RES   | OBE  | AG    | SAL   | SJU II | PAR    | BA     | SRA   | PIG   | MDP    |        |        |       |       |        |        |        |        |       |       |       |       |        |        | -    | -      |
| 2002 | Belloso Competición   | Ford Escort VI   |       |       |           |       |       |      |       |       |        |        |        |       | 11    |        |        |        |       |       |        |        |        |        |       |       |       |       |        |        | -    | -      |
| 2004 |                       |                  | GR    | VIE   | SJU       | PAR   | SL    | OBE  | AG    | CON   | RC     | SRA    | BB     | BA    | RAF   | MDP    |        |        |       |       |        |        |        |        |       |       |       |       |        |        | 14.º | 31     |
| 2004 | Belloso Competición   | Renault Mégane I | 7     | Ret   | 4         | Ret   | 12    | Ret  | 6     | 11†   | Ret    | 9      | 9      | 4     | 14    | 7      |        |        |       |       |        |        |        |        |       |       |       |       |        |        | 14.º | 31     |
| 2005 |                       |                  | BA I  | PAR   | VIE       | SJU   | OLA   | AG   | CUR   | OBE   | RAF    | SRA    | CON    | BA II | SL    | GR     |        |        |       |       |        |        |        |        |       |       |       |       |        |        | 25.º | 3      |
| 2005 | Renault Team          | Renault Mégane I | Ret   | Ret   | 8         | Ret   | 14    | 17†  | 12    | 16    | 22†    | 24†    | Ret    | 13    | 13    | 15     |        |        |       |       |        |        |        |        |       |       |       |       |        |        | 25.º | 3      |

#### Copa TC 2000
| Año  | Equipo              | Auto           | 1    | 2   | 3   | 4     | 5     | 6    | 7   | 8    | 9    | 10     | 11     | 12    | 13    | 14     | Res. | Puntos |
| ---- | ------------------- | -------------- | ---- | --- | --- | ----- | ----- | ---- | --- | ---- | ---- | ------ | ------ | ----- | ----- | ------ | ---- | ------ |
| 2000 |                     |                | RC I | TRE | AG  | SJU I | PAR I | OBE  | BB  | RAF  | BA I | SJO    | SJU II | RC II | BA II | PAR II | -    | 0      |
| 2000 | Belloso Competición | Ford Escort VI |      |     | Ret |       |       |      |     |      |      |        |        |       |       |        | -    | 0      |
| 2001 |                     |                | RAF  | RC  | BB  | SJU I | PAR   | BA I | OBE | AG I | SJO  | SJU II | MDA    | RES   | AG II | BA II  | 6.º  | 60     |
| 2001 | Belloso Competición | Ford Escort VI |      |     |     |       |       |      |     |      |      |        | 1      | 2     | 2     | 4      | 6.º  | 60     |

## Palmarés

### Como piloto
| Título     | Especialidad        | Marca                      | Año  |
| ---------- | ------------------- | -------------------------- | ---- |
| Campeón    | Fórmula Renault Elf | Crespi Tulia XXV - Renault | 1988 |
| Subcampeón | TC 2000             | Renault Fuego              | 1993 |

### Como preparador
| Título  | Especialidad                 | Piloto             | Marca           | Año  |
| ------- | ---------------------------- | ------------------ | --------------- | ---- |
| Campeón | Clase 3 del Turismo Nacional | Marcelo Bugliotti  | Chevrolet Astra | 2009 |
| Campeón | Clase 3 del Turismo Nacional | Fabián Yannantuoni | Peugeot 307     | 2011 |
| Campeón | Clase 3 del Turismo Nacional | Facundo Chapur     | Peugeot 308     | 2013 |
| Campeón | Clase 3 del Turismo Nacional | Facundo Chapur     | Peugeot 308     | 2015 |